# Celsing
Celsing är en svensk adlig ätt varav en gren erhållit friherrlig rang.
Ätten härstammande från kyrkoherden i Högby församling i Östergötland Andreas Petri Normolander (död 1657), vars barn kallade sig Celsing. Den yngre av dessa var sterbhuskamrerare Peter Celsing (1638–1701) i Stockholm, som till hustru hade Elisabeth Du Rées, dotter till Arnold de Rees.
Sistnämnda makars son Gustaf Celsing gjorde karriär inom kung Karl XII:s armé och var med kungen i Konstantinopel, deltog i kalabaliken i Bender samt agerade sändebud. Han adlades 1 september 1718 och introducerades på svenska riddarhuset som ätt nummer 1 560 C år 1719. Hans hustru var Anna Helena Wallrave. De fick tolv barn av vilka flera avled som barn. Äldste sonen Gustaf Celsing den yngre blev efter en karriär som diplomat i Turkiet statssekreterare, president och kansliråd, och upphöjdes till friherre år 1778 samt introducerades på nummer 298, men ogift slöt han själv den friherrliga ätten vid sin död 1789. En yngre bror till honom, Ulrik Celsing, var liksom brodern envoyé i Turkiet och sedan till Sachsen och Österrike, samt uppflyttades till dåvarande riddarklassen år 1790 men slöt ogift den grenen av ätten. Ätten fortlevde med den yngste sonen Fredrik Celsing som var överstelöjtnant, och gift med borgardottern Elisabeth Dancker från Göteborg.
Vidare blev släkten stor i Södermanland genom att bröderna Gustaf d.y. och Ulric Celsing förvärvade ett godsimperium uppbyggt av Johan Lohe med arvingar. Dessa egendomar omvandlades 1788 till fideikommiss efter en överenskommelse bröderna emellan. Ursprungligen bestod fideikommisset av Hällefors styckebruk, Smedstorps hammare samt egendomarna Biby med Varsta, Fjällskäfte och Fräkentorp samt fastigheter i Stockholm.

## Personer i släkten Celsing

### Alfabetisk lista
- Anna Helena Celsing (1725 17995), textilkonstnär
- Anna-Karin Celsing (född 1962), företagsledare
- Arnold Celsing (1836–1915), kammarherre, godsägare och politiker
- Elsa Celsing (1880–1974), konstnär
- Gunilla Celsing (1918–2005), tecknare
- Gustaf Celsing – flera personer
  - Gustaf Celsing den äldre (1679–1743), auditör, utrikessekreterare
  - Gustaf Celsing den yngre (1723–1789), friherre, president i kommerskollegium
  - Gustaf Celsing (hovman) (1843–1921)
  - Gustaf Celsing (militär) (1913–1989)
- Johan Celsing (född 1955), arkitekt, professor
- Lars von Celsing (1916–2009), diplomat
- Lars Gustaf von Celsing (1804–1881), bruksägare, godsägare
- Peter Celsing (1920–1974), arkitekt, professor
- Samuel Celsing (1634–1693), kykoherde
- Ulric Celsing (1731–1805), envoyé, orientalist

### Kronologisk lista (inte komplett)
- Gustaf Celsing den äldre (1679–1743), auditör vid svenska armén, utrikessekreterare med mera
- Ulric Celsing (1731–1805), envoyé, orientalist, son till ovannämnde
- Gustaf Celsing den yngre (1723–1789), friherre, president i kommerskollegium, bror till Ulric Celsing
- Lars Gustaf Celsing (1804–1881), bruksägare, godsägare, brorsonson till Ulric och Gustaf d.y. Celsing
- Arnold Celsing (1836–1915), kammarherre, godsägare och politiker
- Elsa Celsing (1880–1974), konstnär
- Lars von Celsing (1916–2009), diplomat
- Peter Celsing (1920–1974), arkitekt, professor, bror till Lars von Celsing
- Johan Celsing (född 1955), arkitekt, professor, son till Peter Celsing

## Fiktiv person med efternamnet Celsing
- Margareta Celsing, majorska och huvudperson i Selma Lagerlöfs roman Gösta Berlings saga från 1891.